# Chareil-Cintrat
Chareil-Cintrat é uma comuna francesa na região administrativa de Auvérnia-Ródano-Alpes, no departamento Allier. Estende-se por uma área de 12,96 km². Em 2010 a comuna tinha 364 habitantes (densidade: 28,1 hab./km²).